# Campionat del Món d'atletisme de 2009 - 200 metres femenins
Els 200 metres femenins al Campionat del Món d'atletisme de 2009 van tenir lloc a l'Estadi Olímpic de Berlín entre els dies 19 i 21 d'agost.

## Medallistes
| Gold                         | Silver                            | Bronze                             |
| Allyson Felix · Estats Units | Veronica Campbell-Brown · Jamaica | Debbie Ferguson-McKenzie · Bahames |

## Rècords
| Rècord del món         | Florence Griffith-Joyner (USA) | 21.34 | Seül, Corea del Sud                | 29 de setembre de 1988 |
| Rècord dels Campionats | Silke Gladisch-Möller (GDR)    | 21.74 | Roma, Itàlia                       | 3 de setembre de 1987  |
| Marca mundial de l'any | Allyson Felix (USA)            | 21.88 | Estocolm, Suècia                   | 31 de juliol de 2009   |
| Rècord d'Àfrica        | Mary Onyali-Omagbemi (NGR)     | 22.07 | Zúric, Suïssa                      | 14 d'agost de 1996     |
| Rècord d'Àsia          | Li Xuemei (CHN)                | 22.01 | Xangai, Xina                       | 22 d'octubre de 1997   |
| Rècord de Nord-amèrica | Florence Griffith-Joyner (USA) | 21.34 | Seül, Corea del Sud                | 29 de setembre de 1988 |
| Rècord de Sud-amèrica  | Lucimar de Moura (BRA)         | 22.60 | Bogotà, Colòmbia                   | 26 de juny de 1999     |
| Rècord d'Europa        | Marita Koch (GDR)              | 21.71 | Karl-Marx-Stadt, Alemanya Oriental | 10 de juny 1979        |
| Rècord d'Oceania       | Melinda Gainsford-Taylor (AUS) | 22.23 | Stuttgart, Alemanya                | 13 de juliol de 1997   |

## Marques per classificar-se
| Mínima A | Mínima B |
| -------- | -------- |
| 23.00    | 23.30    |

## Programa
| Data               | Hora  | Ronda      |
| ------------------ | ----- | ---------- |
| 19 d'agost de 2009 | 19:45 | Sèries     |
| 20 d'agost de 2009 | 19:50 | Semifinals |
| 21 d'agost de 2009 | 21:00 | Final      |

## Resultats

### Final
| Pos.              | Atleta                   | Nacionalitat | Temps | Notes |
| ----------------- | ------------------------ | ------------ | ----- | ----- |
| Medalla d'or      | Allyson Felix            | Estats Units | 22.02 |       |
| Medalla de plata  | Veronica Campbell-Brown  | Jamaica      | 22.35 |       |
| Medalla de bronze | Debbie Ferguson-McKenzie | Bahames      | 22.41 |       |
| 4                 | Muna Lee                 | Estats Units | 22.48 |       |
| 5                 | Anneisha McLaughlin      | Jamaica      | 22.62 |       |
| 6                 | Simone Facey             | Jamaica      | 22.80 |       |
| 7                 | Emily Freeman            | Regne Unit   | 22.98 |       |
| 8                 | Eleni Artymata           | Xipre        | 23.05 |       |

### Semifinals
Les dues primeres de cada sèrie (Q) més els dos millors temps (q) es classificaven per la final.
| Pos. | Sèrie | Atleta                   | Nacionalitat            | Temps | Notes  |
| ---- | ----- | ------------------------ | ----------------------- | ----- | ------ |
| 1    | 1     | Debbie Ferguson-McKenzie | Bahames                 | 22.24 | Q      |
| 2    | 1     | Veronica Campbell-Brown  | Jamaica                 | 22.29 | Q / SB |
| 3    | 3     | Muna Lee                 | Estats Units            | 22.30 | Q / SB |
| 4    | 2     | Allyson Felix            | Estats Units            | 22.44 | Q      |
| 5    | 2     | Anneisha McLaughlin      | Jamaica                 | 22.55 | Q / PB |
| 6    | 3     | Simone Facey             | Jamaica                 | 22.58 | Q / SB |
| 7    | 1     | Emily Freeman            | Regne Unit              | 22.64 | q / PB |
| 8    | 1     | Eleni Artymata           | Xipre                   | 22.64 | q / NR |
| 9    | 2     | LaVerne Jones-Ferrette   | Illes Verges Americanes | 22.74 |        |
| 10   | 2     | Cydonie Mothersille      | Illes Caiman            | 22.80 |        |
| 11   | 2     | ChaRonda Williams        | Estats Units            | 22.81 |        |
| 12   | 3     | Monique Williams         | Nova Zelanda            | 22.90 | NR     |
| 13   | 3     | Kelly-Ann Baptiste       | Trinitat i Tobago       | 22.96 |        |
| 14   | 1     | Johanna Danois           | França                  | 23.03 | PB     |
| 15   | 2     | Olga Zaytseva            | Rússia                  | 23.19 |        |
| 16   | 3     | Virgil Hodge             | Saint Kitts i Nevis     | 23.19 | SB     |
| 17   | 3     | Yuliya Gushchina         | Rússia                  | 23.24 |        |
| 18   | 1     | Roqaya Al-Gassra         | Bahrain                 | 23.26 | SB     |
| 19   | 1     | Yelena Bolsun            | Rússia                  | 23.27 |        |
| 20   | 3     | Vida Anim                | Ghana                   | 23.36 |        |
| 21   | 2     | Sheniqua Ferguson        | Bahames                 | 23.40 |        |
| 22   | 3     | Olivia Borlée            | Bèlgica                 | 23.42 |        |
| 23   | 2     | Tameka Williams          | Saint Kitts i Nevis     | 23.47 |        |
|      | 1     | Marshevet Hooker         | Estats Units            |       | DNF    |

AR Rècord del continent | CR Rècord del campionat | NR Rècord nacional | OR Rècord olímpic | PB/PR Millor marca personal/Rècord personal 
 SB Millor marca personal de la temporada | WL Millor marca mundial de l'any | WR Rècord del món

### Sèries
Les tres primeres de cada sèrie (Q) i els sis temps més ràpids (q) es classificaven per les semifinals.
| Pos. | Sèrie | Atleta                   | Nacionalitat            | Temps | Notes  |
| ---- | ----- | ------------------------ | ----------------------- | ----- | ------ |
| 1    | 4     | Marshevet Hooker         | Estats Units            | 22.51 | Q / SB |
| 2    | 5     | Cydonie Mothersille      | Illes Caiman            | 22.69 | Q      |
| 3    | 4     | Debbie Ferguson-McKenzie | Bahames                 | 22.71 | Q      |
| 4    | 2     | Muna Lee                 | Estats Units            | 22.76 | Q / SB |
| 5    | 1     | Simone Facey             | Jamaica                 | 22.83 | Q      |
| 5    | 4     | Eleni Artymata           | Xipre                   | 22.83 | Q / NR |
| 7    | 3     | Allyson Felix            | Estats Units            | 22.88 | Q      |
| 8    | 5     | Anneisha McLaughlin      | Jamaica                 | 22.91 | Q / PB |
| 9    | 3     | Monique Williams         | Nova Zelanda            | 22.96 | Q / NR |
| 10   | 5     | LaVerne Jones-Ferrette   | Illes Verges Americanes | 22.97 | Q      |
| 11   | 2     | Kelly-Ann Baptiste       | Trinitat i Tobago       | 23.00 | Q      |
| 12   | 6     | Veronica Campbell-Brown  | Jamaica                 | 23.01 | Q      |
| 13   | 4     | Yelena Bolsun            | Rússia                  | 23.06 | q      |
| 14   | 2     | Yuliya Gushchina         | Rússia                  | 23.07 | Q      |
| 15   | 1     | ChaRonda Williams        | Estats Units            | 23.08 | Q      |
| 16   | 6     | Emily Freeman            | Regne Unit              | 23.10 | Q      |
| 17   | 6     | Olivia Borlée            | Bèlgica                 | 23.25 | Q      |
| 18   | 3     | Tameka Williams          | Saint Kitts i Nevis     | 23.27 | Q / SB |
| 19   | 3     | Olga Zaytseva            | Rússia                  | 23.28 | q      |
| 20   | 1     | Johanna Danois           | França                  | 23.29 | Q      |
| 21   | 5     | Vida Anim                | Ghana                   | 23.33 | q      |
| 22   | 2     | Virgil Hodge             | Saint Kitts i Nevis     | 23.34 | q      |
| 22   | 3     | Roqaya Al-Gassra         | Bahrain                 | 23.34 | q / SB |
| 24   | 6     | Sheniqua Ferguson        | Bahames                 | 23.35 | q / SB |
| 25   | 3     | Adrienne Power           | Canadà                  | 23.38 |        |
| 26   | 1     | Chisato Fukushima        | Japó                    | 23.40 |        |
| 27   | 1     | Darlenis Obregón         | Colòmbia                | 23.42 |        |
| 27   | 1     | Andreea Ograzeanu        | Romania                 | 23.42 |        |
| 29   | 2     | Carol Rodríguez          | Puerto Rico             | 23.54 |        |
| 30   | 4     | Alena Kievich            | Belarús                 | 23.59 |        |
| 31   | 4     | Ivet Lalova              | Bulgària                | 23.60 | SB     |
| 32   | 3     | Momoko Takahashi         | Japó                    | 23.61 |        |
| 32   | 5     | Isabel Le Roux           | Sud-àfrica              | 23.61 |        |
| 34   | 6     | Guzel Khubbieva          | Uzbekistan              | 23.61 | SB     |
| 35   | 4     | Meritzer Williams        | Saint Kitts i Nevis     | 23.72 |        |
| 36   | 2     | Sabina Veit              | Eslovènia               | 23.77 |        |
| 37   | 6     | Jade Bailey              | Barbados                | 23.84 |        |
| 38   | 5     | Makelesi Batimala        | Fiji                    | 24.13 | SB     |
| 39   | 5     | Oludamola Osayomi        | Nigèria                 | 24.24 |        |
| 40   | 2     | Sunayna Wahi             | Surinam                 | 24.74 | PB     |
| 41   | 1     | Nomvula Dlamini          | Eswatini                | 25.70 | PB     |
| 42   | 2     | Saria Traboulsi          | Líban                   | 26.90 |        |
| 43   | 3     | Selloane Tsoaeli         | Lesotho                 | 28.34 |        |
|      | 1     | Munira Saleh             | Síria                   |       | DNF    |
|      | 6     | Elizaveta Bryzhina       | Ucraïna                 |       | DNS    |

AR Rècord del continent | CR Rècord del campionat | NR Rècord nacional | OR Rècord olímpic | PB/PR Millor marca personal/Rècord personal 
 SB Millor marca personal de la temporada | WL Millor marca mundial de l'any | WR Rècord del món